# Carl Jules Weyl
Carl Jules Weyl, geboren als Carl Julius Weyl, (* 6. Dezember 1890 in Stuttgart; † 12. Juli 1948 in Los Angeles) war ein US-amerikanischer Filmarchitekt deutscher Herkunft, verantwortlich für die Bauten der bedeutendsten Filmproduktionen der Warner Bros. zur Zeit der Goldenen Ära Hollywoods.

## Leben und Wirken
Der gebürtige Carl Julius Weyl studierte in Dresden Architektur. Studienreisen führten ihn nach Belgien, Italien, Spanien und in die Türkei. Am 28. März 1912 traf er, aus Bremen kommend, mit der Königin Luise in New York ein und ließ sich endgültig in den USA nieder. Er arbeitete zunächst als Architekt und Designer in Chicago und besaß in den 1920er Jahren sein eigenes Architektenbüro. Zu seinen frühen Bauwerken gehören auch die Hightower Apartments in Hollywood.
Der polnisch-stämmige Filmarchitekt Anton Grot konnte Weyl daraufhin überreden, auch für den Film zu arbeiten. 1935 unterschrieb Weyl einen Vertrag mit Warner Bros., für die er sowohl Gangsterfilme wie Das Doppelleben des Dr. Clitterhouse, Abenteuersagen wie Robin Hood, König der Vagabunden, penibel umgesetzte Biographien berühmter Zeitgenossen wie Paul Ehrlich – Ein Leben für die Forschung und Romanverfilmungen wie Das Geheimnis von Malampur bautechnisch betreute. Auch an Confessions of a Nazi Spy, Hollywoods erster dezidiert antinazistischer Propaganda-Produktion, war Weyl beteiligt.
Seinen künstlerischen Höhepunkt erreichte der Schwabe in den 1940er Jahren mit der optischen Gestaltung zweier Humphrey-Bogart-Evergreens: Weyl designte ebenso das arabische Flair der Souks und das Spielhöllen- bzw. Kneipen-Ensemble von Rick’s Café in Casablanca, wie die morbid-glamouröse Welt der lichten Nachtclubs und dusteren Hinterzimmer in dem Philip-Marlowe-Kriminalfilmklassiker Tote schlafen fest.

## Filmografie (Auswahl)
| - 1935: The Florentine Dagger - 1935: The Pay Off - 1935: Stars Over Broadway - 1936: The Singing Kid - 1936: Wem gehört die Stadt? (Bullets or Ballots) - 1936: Kid Galahad – Mit harten Fäusten (Kid Galahad) - 1937: Kavalier um Mitternacht (It’s Love I’m After) - 1937: Varsity Show - 1938: Robin Hood, König der Vagabunden (The Adventures of Robin Hood) - 1938: Drei Schwestern aus Montana (The Sisters) - 1938: Das Doppelleben des Dr. Clitterhouse - 1939: Ich war ein Spion der Nazis (Confessions of a Nazi Spy) - 1939: Ihr seid nicht allein (We Are Not Alone) - 1939: Geheimagenten (Espionage Agent) - 1940: Paul Ehrlich – Ein Leben für die Forschung (Dr. Ehrlich’s Magic Bullet) - 1940: Hölle, wo ist dein Sieg? (All This and Heaven Too) | - 1940: Orchid, der Gangsterbruder (Brother Orchid) - 1940: Das Geheimnis von Malampur (The Letter) - 1941: Vertauschtes Glück (The Great Lie) - 1941: Ufer im Nebel (Out of the Fog) - 1941: Kings Row - 1942: Yankee Doodle Dandy - 1942: Sabotageauftrag Berlin (Desperate Journey) - 1942: Casablanca - 1943: Botschafter in Moskau (Mission to Moscow) - 1943: Liebesleid (The Constant Nymph) - 1943: Watch on the Rhine - 1944: Fahrkarte nach Marseille (Passage to Marseille) - 1945: Das grüne Korn (The Corn Is Green) - 1945: Spiel mit dem Schicksal (Saratoga Trunk) - 1946: Tote schlafen fest (The Big Sleep) - 1946: Der Fluch des Wahnsinns (Cry Wolf) - 1947: Escape Me Never |